# Die Band von nebenan
Die Band von nebenan (hebräischer Originaltitel: Bikur ha-tizmoret, ביקור התזמורת, arabisch اللقاء الأخير, DMG al-liqāʾ al-aḫīr) ist ein 2007 erschienener israelischer Film. Er ist das Kinodebüt des Regisseurs und Drehbuchautors Eran Kolirin.

## Handlung
Ein ägyptisches Polizeiorchester aus Alexandria ist zu einem Kulturfest in Israel eingeladen. Als die Musiker am Flughafen in Tel Aviv ankommen, ist jedoch niemand da, um sie in Empfang zu nehmen. Colonel Tawfiq Zacharya und seine Musiker beschließen, mit dem Bus zum Zielort zu gelangen.
Beim Ticketkauf spricht jedoch Bandmitglied Khaled den Zielort falsch aus (Araber können kein hartes "p" sprechen), und so landet das Orchester im verschlafenen Provinznest Beit Hatikva statt in Petah Tikva. Als sich die Musiker bei Dina, der Besitzerin eines kleinen Restaurants, nach dem arabischen Kulturzentrum erkundigen, wird ihnen klar, dass sie im falschen Ort sind. Dina erkennt ihre missliche Lage und bietet ihnen an, die Nacht bei sich und zwei befreundeten Familien zu verbringen.
Die Ägypter und ihre israelischen Gastgeber begegnen sich zunächst mit Zurückhaltung und Berührungsängsten; aufgrund der kulturellen Unterschiede und sprachlichen Barrieren kommt es zu verschiedenen, mal lustigen, mal tragikomischen Missverständnissen. Im Laufe des Abends und der Nacht entstehen jedoch insbesondere zwischen dem ernsten Tawfiq und der lebensfrohen Dina intensive Gespräche und schließlich ein freundschaftliches Verhältnis. Am nächsten Tag reist das Orchester zu seinem eigentlichen Bestimmungsort ab.

## Auszeichnungen
Die Band von nebenan erhielt eine Reihe von nationalen und internationalen Filmpreisen und Auszeichnungen. Die Israelische Filmakademie zeichnete den Film mit acht Ophir Awards aus, darunter als Bester Film und für die Beste Regie und den Besten Hauptdarsteller. Bei den Internationalen Filmfestspielen von Cannes erhielt er die Jury-Auszeichnung Coup de Coeur. Sasson Gabai wurde für seine Rolle als Colonel Tawfiq Zacharya mit dem Europäischen Filmpreis geehrt. Weitere Auszeichnungen erhielt der Film bei Filmfestspielen in Montreal, Sarajevo, Warschau und Zürich.
Die Band von nebenan wurde als offizieller israelischer Beitrag zur Oscarverleihung 2008 in der Kategorie Bester fremdsprachiger Film eingereicht. Allerdings lehnte AMPAS dies ab, da Englisch gegenüber Arabisch und Hebräisch im Film dominiere.

## Rezeption
Die Frankfurter Allgemeine Zeitung bezeichnet den Film als „eine Folge zauberischer Skizzen, ein Divertimento auf engstem Raum“ und eine „Probe auf die Menschlichkeit der Verhältnisse, unter denen die Völker der Region miteinander auskommen müssen“. Die in einem Niemandsland gestrandeten, von Heimweh geprägten Protagonisten erinnern den Rezensenten an Filme von Aki Kaurismäki.
Die taz hebt die „langen, sorgfältig komponierten Einstellungen“ hervor und lobt, dass die Figuren für sich stehen und nicht auf Klischees heruntergebrochen werden.
Das Lexikon des Internationalen Films urteilt: „Eine melancholische Komödie um die äußerst zaghafte Annäherung zwischen ‚traditionell‘ verfeindeten Nationen, der es gelingt, die politischen Vorbehalte in den Hintergrund zu drängen, um von universellen menschlichen Problemen, Sorgen, Hoffnungen und Träumen zu erzählen. Ein extrem entschleunigter Film, der auf seine leise Art für Verständnis und Koexistenz wirbt.“

## Bearbeitungen
Die Musical-Adaption The Band’s Visit von Itamar Moses (Buch) und David Yazbek (Musik und Gesangstexte) hatte 2016 off-Broadway und 2017 am Broadway Premiere. Das Stück wurde von Kritikern hochgelobt und mit mehreren Theaterpreisen, darunter zehn Tony Awards, ausgezeichnet.